# Deutsche Extrakt Kaffee

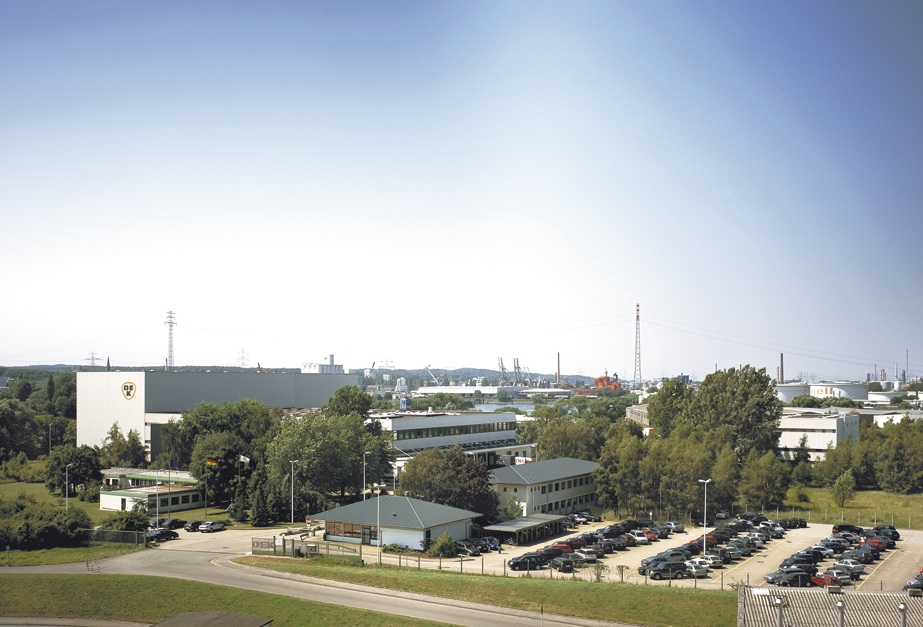
Werksgelände der Deutsche Extrakt Kaffee in Hamburg-Wilhelmsburg

Die Deutsche Extrakt Kaffee (DEK) ist ein deutscher Hersteller und Vertreiber von löslichem Kaffee, löslichen Kaffee-Misch- und kaffeeähnlichen Getränken mit Sitz in Hamburg. Die DEK ist ein mittelständisches inhabergeführtes Unternehmen und Teil der Cafea-Gruppe. Schwerpunkt ist die Produktion und der Vertrieb von Handelsmarken.

## Geschichte
1955 setzten sich die Röster und Kaffeeimporteure Max Herz, Walther Jacobs, Rolf Schopf und Bernhard Rothfos zusammen, um deren eigene Werke in die Lage zu versetzen, das aufwendige und teure Verfahren der Kaffeeextraktion (neben Nestlé und Maxwell House) gemeinsam zu betreiben. So wurde die Deutsche Extrakt Kaffee gegründet. 1956 übernahm Jan Beernd Rothfos deren Leitung und gründete 1981 die Kord-Unternehmensgruppe zur Koordinierung der europäischen Betriebe, zu denen auch die DEK zählt. 2007 kam es zu einer Umbenennung der Kord- in die Cafea-Gruppe.

## Produkte
Die Produktpalette umfasst lösliche Kaffees in allen Herstellungsformen (sprühgetrocknet, agglomeriert, gefriergetrocknet, entkoffeiniert), lösliche Kaffeegetränke wie Cappuccino, Milch- und Eiskaffee und Kaffeesubstitute wie Getreidekaffees in verschiedenen Zusammensetzungen.